# Akwa United
Akwa United Football Club w skrócie Akwa United FC – klub piłkarski z Nigerii, aktualnie grającym w najwyższej klasie rozgrywkowej w tym kraju – Nigeria Premier League. Swoją siedzibę posiada w mieście Uyo.
Zespół zyskał awans w bardzo kontrowersyjnych okolicznościach. Drużyna potrzebowała zwycięstwa co najmniej 12:0, by uzyskać promocję do wyższej klasy rozgrywkowej. Akwa United pokonali w ostatniej kolejce zespół Calabar Rovers rezultatem 13:0, co budziło spore kontrowersje.

## Sukcesy
- Premier League[1]:
  - mistrzostwo (1): 2020/2021.

- Puchar Nigerii[2]:
  - zwycięstwo (2): 2015, 2017.

- Superpuchar Nigerii[2]:
  - zwycięstwo (1): 2015.

## Występy w afrykańskich pucharach
| Sezon | Rozgrywki           | Runda   | Kraj   | Klub                | Dom | Wyjazd | Dwumecz      |
| ----- | ------------------- | ------- | ------ | ------------------- | --- | ------ | ------------ |
| 2016  | Puchar Konfederacji | 1       | Kongo  | Vita Club Mokanda   | 0–1 | 1–0    | 1–1 (k. 5–6) |
| 2018  | Puchar Konfederacji | wstępna | Gambia | Hawks FC            | 1–2 | 2–0    | 3–2          |
| 2018  | Puchar Konfederacji | 1       | Libia  | Al-Ittihad Trypolis | 1–0 | 0–1    | 1–1 (k. 4–3) |
| 2018  | Puchar Konfederacji | 2       | Sudan  | Al-Hilal Omdurman   | 3–1 | 0–2    | 3–3          |

## Stadion
Domowe mecze klub rozgrywa na stadionie o nazwie Godswill Akpabio International Stadium w Uyo, który może pomieścić 31500 widzów.